# Shocked
Shocked è un brano musicale della cantante australiana Kylie Minogue, pubblicato nel 1991 come singolo estratto dal suo terzo album in studio Rhythm of Love. La canzone è stata scritta e prodotta da Mike Stock, Matt Aiken e Peter Waterman.

## Tracce
UK 12"/Australia 7"/Nuova Zelanda Cassetta
1. Shocked (DNA Remix)
2. Shocked (Harding/Curnow Remix)

UK Cassetta
1. Shocked (DNA Remix)
2. Shocked (Harding/Curnow Remix)
3. Shocked (DNA Remix)
4. Shocked (Harding/Curnow Remix)